# Guilherme Maria Gonçalves
Guilherme Maria Gonçalves (Timor português, 8 de outubro de 1919 - Portugal, 20 de dezembro de 1999) foi um político de Timor português após a independência deste de Portugal e a sua cruel invasão pela Indonésia a 7 de dezembro de 1975, tendo a situação sido mantida até 17 de julho de 1976, quando a Indonésia anexou Timor-Leste passando a denominá-lo como Timor Timur ou a 27.ª província.

## A carreira política
Na sequência do 25 de abril de 1974 foi co-fundador do grupo pró-indonésia a Associação para a Integração de Timor na Indonésia (AITI), mais tarde a União de Povos Timorenses (UPT) e, finalmente, em 27 de maio de 1974, adotou a APODETI (Associação Popular Democrática Timorense). Entre 1978 e 1982, foi governador indonésio de Timor-Timur. 
Por outro lado, Guilherme Maria Gonçalves era membro do grupo étnico de Kemak. Gonçalves tinha fortes laços familiares dentro do antigo reino Atsabe. Isto também inclui ligações a Kemak nos concelhos de Ainaro e Bobonaro e norte e sul tétum e Bunak de ambos os lados das fronteiras.
Ele foi criado extremamente anti-português e tinha um grande número de guerreiro tradicional. Gonçalves vem de vários Liurai que se rebelou contra o português. Uma exceção foi apenas Gonçalves padre Siprianu. Gonçalves odiava as fronteiras coloniais artificiais que dividiam sua família e os timorenses do centro espiritual de Laran separados em Wehali por que ele se esforçou para uma reunificação da ilha. Como uma dedução de Portugal Timor português em 1974/75 era de se esperar, a APODETI destinada a uma porta na Indonésia. O partido disse ter contactos estreitos com agentes de inteligência indonésios.
A 28 de novembro de 1975 como a Fretilin esquerdista proclamou a independência do Timor-Leste, a declaração Balibo foi publicado na Indonésia, no Timor-Leste alegadamente políticos da oposição pediram a ligação do país à Indonésia. Indonésia usou esta Declaração para legitimar a invasão final do Timor-Leste em 7 de dezembro de 1975. A declaração, no entanto, foi redigido pelos serviços de informações da indonésia e assinado em Bali e não em Balibo. Gonçalves, da declaração assinada, o que foi confirmado mais tarde.
Guilherme Maria Gonçalves foi em 31 maio de 1976 o presidente da Assembleia Popular Indonésia (DPRD), aplicável a Timor Timur. "No dia 7 de junho, Arnaldo dos Reis Araújo, Guilherme Gonçalves, Francisco Xavier Lopes da Cruz e Mário Carrascalão apresentaram a petição a Suharto em Jacarta".. Passado um mês e uma semana, o presidente Suharto assinou, no dia 17 de julho de 1976, a lei que aprovava o que o Conselho Representativo Popular da Indonésia (DPR-RI) que formalizava o Ato de Integração de Timor Timur como 27.ª província.     
A partir de 1978 Guilherme Maria Gonçalves foi o governador indonésio Timor-Timur. Em 1982, ele teve, no entanto, ceder prematuramente depois que veio a uma disputa sobre a parcela de imposto de café para o governo local com o Coronel Paul Kalangi, o secretário da administração regional (Sekretaris Wilayah Daerah, Sekwilda).[4] 
Exerceu entre 1978 e 1982, tendo sido antecedido por Arnaldo dos Reis Araújo e sucedido por Mário Viegas Carrascalão.
Em 19 de maio de 1995, Guilherme Maria Gonçalves, régulo de Atsabe e antigo membro da presidência da APODETI, escreveu ao presidente da República, Mario Soares, ao primeiro-ministro, Aníbal Cavaco Silva, e ao Secretário-Geral da Organização das Nações Unidas, Boutros-Ghali, a pedindo-lhe auxílio para a libertação de Timor Timur, considerando que a invasão da Indonésia uma autêntica barbaridades e reconhecendo o Conselho Nacional da Resistência Maubere (CNRM) com uma organização acima de todos os partidos e o seu Plano de Paz era a única via de seguir.
Em 1999, os indonésios finalmente teve que após a falhou referendo e puxar à pressão internacional. 
Guilherme Maria Gonçalves começou a distanciar-se dos ocupantes e lutou pela independência de Timor-Leste no exílio português. Quando ele foi diagnosticado com cancro na próstata, José Ramos-Horta emprestou-lhe meios monetários para ir ver os médicos em Portugal para o tratamento. Finalmente, em 1999, morreu em Portugal e foi trasladado para o Cemitério de Santa Cruz, em Díli.

## A família
Tomás Gonçalves, um dos filhos de Guilherme Maria Gonçalves, era o administrador do distrito de Ermera e chefe da milícia Railakan, de 400 homens, sob a ocupação indonésia. Foi estabelecido no início de 1975 no Timor Ocidental, Atambua, formado pelos indonésios como partidário. [5] [7] 
O filho mais velho, José Gonçalves, apresentou-se como apolítico durante a fase de descolonização. Após a guerra civil em Timor-Leste em 10 de agosto de 1975, trabalhou para a vitoriosa FRETILIN como especialista económico e, depois de proclamar a independência de Timor-Leste, tornou-se Ministro da Coordenação Económica e Estatísticas, no dia 28 de novembro de 1975 do governo da FRETILIN. 
Após os indonésios invadiram, apoiou os governos fantoches e falou como testemunha do lado indonésio nas Nações Unidas e na Comissão de Investigação da Câmara dos Representantes dos Estados Unidos.
Tem um filho Óscar Lúcio Gonçalves.
José Martins, sobrinho de Guilherme Maria Gonçalves, era inicialmente membro da APODETI, mas depois tornou-se o primeiro presidente do grupo político monárquico a Associação dos Filhos de Guerreiros Timorenses, Klibur Oan Timor Asuwain (KOTA), fundado em outubro de 1974.[6]

## Link da Web
Várias fotografias e documentos de Guilherme Maria Gonçalves de 22 de junho de 1947, enquanto visitava o Estado da Santa Sé para presidir à Eucaristia pelo Papa Pio XII durante a canonização atribuindo, assim, o estatuto de Santo ao Padre João de Brito..

## Artigo
Andrea K. Molnar (2006), "'Died in the Service of Portugal': Legitimacy of Authority and Dynamics of Group Identity among the Atsabe Kemak in East Timor", Journal of Southeast Asian Studies, 37(2), pp. 335-355.  